# Josep Estela i Moret
Josep Estela i Moret (Pals, 3 de juliol del 1888 - 30 de gener del 1979) va ser músic, compositor i instrumentista de tenora i violí.

## Biografia
Començà a estudiar Harmonia i Composició amb el seu convilatà Josep Pi, i amplià la seva formació a Barcelona amb els mestres Antoni Nicolau i Eusebi Daniel. Formà part d'una orquestra de Granollers. S'establí a Pals i tocà la tenora en la primera etapa de La Principal de Palamós (entre el 1916 ap. i el 1929 encara hi era). El 1933 està documentat com a director-compositor de la cobla-orquestra La Ampurdanesa de Pals. També donà classes de música.
Va ser autor de més d'un centenar de sardanes, d'on en destacà la popular -en la seva època- Primavera. També compongué ballables i música sacra.

## Sardanes
| - A prop teu - Abrilenca - Airada d'abril - Alegrement - Alegries del monestir - L'amor entre les flors - Amoretes - Amorosa (1919) - Arran d'ona - La bella argolla - Bosc endins - Camí de Montcabré - Camí de Roses - Camperola - Cançó d'infants - La cançó del teixidor - Cançons boscanes - Cant festiu - Cantant l'amor, enregistrada en disc "de pedra" per la cobla Barcelona (Barcelona: Regal ref. RS 290-291) - Capvespre - La carinyosa - Catalanesca - Clarors de posta - Dalt de la serra, obligada de tible - Deliciosa - La desenganyada - Dolç amor - Dolces besades - Dolceses - Elisenda - En la cova - Enamorament (1919) - Encís - Enjogassada (1922) - Entre llessamins - Enyorança - Esclat, obligada de tenora - Esplai - Estiu - Estiuenca - L'estrella catalana - Ets meva - La fada d'Orient - Fadrineta - Feixet de cançons - Fent-se el forn - La filla del bosc - La filla del mar - Florida - Flors del bosc - Flors tardanes - Font besaire - Formosa aubada - Gelosia, enregistrada en disc de pedra per la cobla Barcelona - Albert Martí (Polydor ref. 220.010) - Gentil mestressa - Gentilitat - Hermosa aubada | - Inauguració - Ja és hora (1916) - Jovenívoles - Joventut - Lluny del teu cor - Mar blavosa - Margarida - Mariona - La Martina de la platja - La masia - Matí de festa - Matinada d'estiu - Matinal - Muntanya - Muntanyenca, enregistrada en disc de pedra per la cobla La Principal de la Bisbal (Regal RS-350) - La nena catalana - Nit d'hivern - Nit de Reis - Les nostres flors - La núvia - Ofrena - Per la costa - Plor de mare - Primavera - La Protectora (1910) - La pubilla de Riudoms n'era hermosa com un sol (1919) - Puntejant - La Reina de Catalunya - Romiatge - Rondalles i cançons, enregistrada en disc de pedra per la cobla Barcelona (Barcelona: Regal ref. RS 290-291) - Rosa d'amor - Rosa de Folló - La rosa i ses poncelles - Roses (1930?) - Sempre teva (1910) - El seu encís - Si tu en fossis aucella - Sofia - Somni blau - Somni d' amor - Somniant - Somrís d'enamorada - T'estimo - Tardor - Tot buscant violetes (1905) - Tot dansant - Les tres roses - Tristors - Urània - Vilassanenca - Violes - Visc enamorada - Visió - Vora el finestral - Vora la mar - Xamosa aubada |